# Lettre d'intention en droit français
Pour des articles plus généraux, voir Lettre de confort et Lettre d'intention.
En droit français, la lettre d'intention (aussi appelée lettre de confort, lettre de patronage ou engagement d'honneur) est une sûreté personnelle, non accessoire, non autonome, réglementée en France dans le Code civil depuis la réforme du droit des sûretés de 2006. Utilisée traditionnellement dans les milieux d'affaires par des sociétés mères afin de permettre à des sociétés filles d'obtenir du crédit. À cet égard, elle permet de générer une certaine confiance de la part des établissements de crédit envers les emprunteurs.
Elle s'inspire de la pratique anglo-saxonne du comfort letter. Elle constitue une garantie indemnitaire c'est-à-dire une pratique contractuelle par laquelle un garant (le confortant) s'engage envers un créancier (le conforté) à favoriser l'exécution des obligations monétaires de son débiteur et en cas de défaillance de celui-ci à en indemniser le préjudice.
À noter que le terme « lettre d'intention » dans le droit international et hors de France traduit bien l'anglais letter of intent en désignant « toute sorte de document précontractuel par lequel une partie ou toutes les parties envisagent de régler le processus de négociation et de formation du contrat »,. Une telle lettre n'a rien à voir avec le droit des sûretés.

## Définition
« La lettre d'intention est l'engagement de faire ou de ne pas faire ayant pour objet le soutien apporté à un débiteur dans l'exécution de son obligation envers son créancier. »
— article 2322 du Code civil
Elle se distingue du cautionnement, en ce qu'elle n'est pas accessoire. Le confortant ne s'engage pas à payer la dette d'un tiers en se substituant à celui-ci. De plus, elle se distingue de la garantie autonome en ce que le confortant ne s'engage pas à verser une somme d'argent déterminée au créancier. Le confortant ne s'engage qu'à une obligation de faire ou de ne pas faire c'est-à-dire à effectuer des diligences largement indéterminées auprès du débiteur.
L'engagement du confortant est contraignant en ce qu'il résulte d'un écrit dans lequel il s'engage personnellement à effectuer ces diligences. De plus, en tant qu'engagement unilatéral, sa force obligatoire a été rattachée par la jurisprudence dans un arrêt Toreas de 1987 à celle du contrat unilatéral. Ainsi, à défaut de paiement, le confortant peut voir sa responsabilité engagée à des fins d'indemnisation du préjudice subi par le créancier.
Cependant, il est nécessaire de distinguer la nature de l'obligation prise par le confortant. La jurisprudence reconnaît deux sortes de lettres de confort :
- celles qui entraînent une obligation de moyen : le confortant s'engage à favoriser l'exécution de l'obligation du débiteur sans en assurer l'effectivité.
- celles qui entraînent une obligation de résultat : le confortant s'engage de façon certaine à une chose déterminée ou à la réalisation de l'obligation du débiteur.

En cas de défaut de paiement de la part du débiteur, le conforté pourra activer la garantie prise par le confortant. Les conséquences dépendront du type d'obligations souscrites.
S'il s'agit d'une obligation de moyen : la responsabilité du confortant dans la défaillance du débiteur devra être prouvée par le conforté. À cet égard, le conforté pourra démontrer son absence de faute dans la réalisation des diligences auxquelles il s'était engagé.
S'il s'agit d'une obligation de résultat : la responsabilité du confortant sera engagée de plein droit, sauf en cas de preuve de cas de force majeure, du seul fait du défaut de paiement par le débiteur.
Si la responsabilité civile du confortant est retenue, le créancier pourra alors obtenir des dommages-intérêts. La jurisprudence semble estimer qu'ils s'élèveront à la perte subie du fait du défaut de paiement par le débiteur mais aussi aux conséquences en découlant.